# Montesclaros
Montesclaros es un municipio y localidad española de la provincia de Toledo, en la comunidad autónoma de Castilla-La Mancha. El término municipal tiene una población de 365 habitantes (INE 2024).

## Toponimia
El término "Montesclaros" está compuesto por el nombre Montes y el adjetivo claros, ambos del latín MONTES y CLAROS, respectivamente. El nombre se debe al hecho de estar rodeado el municipio de montes y cerros calizos. Según Rodríguez Albarrán, es probable que antes de la fundación del pueblo ya existieran extracciones de cal en la zona. Según otra teoría, su nombre puede tener su origen en su localización, ya que se establece en un claro del bosque[cita requerida].

## Geografía
El municipio se encuentra situado «en un llano pequeño mirando al S.». Pertenece a la comarca de la Sierra de San Vicente y linda con los términos municipales de Arenas de San Pedro, concretamente con la pedanía de Hontanares y el término segregado de Mombeltrán al norte en la provincia de Ávila y Navamorcuende al este, Cervera de los Montes, Segurilla y Mejorada separados por el Guadyerbas al sur y Velada al oeste, en la de Toledo.
El término es atravesado de norte a sur por el arroyo del Bermejo, afluente del mencionado Guadyerbas, y que está seco la mayor parte del año.

## Historia
Prehistoria
Desde la prehistoria hubo poblamiento en las márgenes del río Guadyerbas, como testimonian los hallazgos de piedras paleolíticas, aunque, hasta el momento, no se hayan encontrado en el tramo que afecta al curso de este río en nuestro término, pero sí en los del contorno comarcal. También en los tiempos calcolíticos. 
Edad Antigua
Alguna publicación recoge la presencia romana a través de la calzada que atravesaba Puerto Pico y de un pozo en lo que hoy es el centro del caserío. No queda ningún testimonio cerámico ni toponímico del dominio islámico en estos parajes, salvo el hidrónimo Guadyerbas.
Edad Media
A raíz de la reconquista cristiana la anexión de esta zona se pudo llevar a cabo durante el reinado de Alfonso sexto antes de la reconquista de Toledo.
Durante tres siglos y medio de ocupación árabe, la tierra talaverana se denomina alfoz o distrito y se extendía hasta el valle del Tiétar o incluso hasta Puerto Pico (Gredos). El alfoz o territorio qué componía el Concejo de Talavera de la Edad Media tenía unos 4000 kilómetros cuadrados de extensión siendo una de las zonas más ricas y extensas de Castilla. 
Su origen pudo estar en la explotación de las caleras. En un documento de 4 de diciembre de 1276 en el que Alfonso X prohíbe la caza de distintas especies cuando andan en celo, aparece citado, entre otros, Montes Claros.
Montesclaros no fue poblado hasta el 12 o 13 de febrero de 1491, fue en tiempos muy lejanos una dehesa llamada Anadinos en Higueruela de los de las Dueñas. En 1491 adquiere el título de Villa gracias a María de Luna, hija y rica heredera del Condestable de Castilla, Álvaro de Luna. Con este título deseaba la insigne dama paliar los robos y muertes que acaecían en los montes cercanos. Quince vecinos de Navamorcuende recibieron la facultad de repoblarla.
Edad Moderna

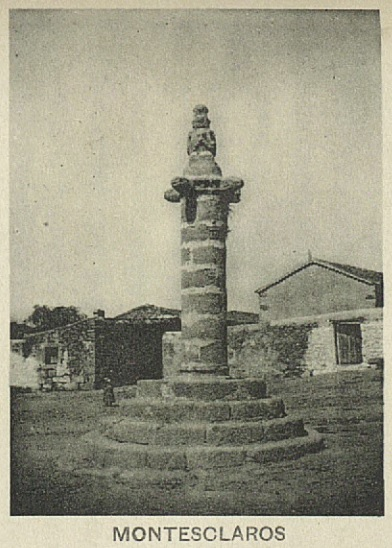
Rollo de la localidad

Carlos I, por los muchos servicios prestados a la Corona, concede a Don Rodrigo de Mendoza y Luna el título de marqués de Montesclaros y de Castillo de Bayuela, dado en la ciudad de Toledo el 22 de noviembre de 1530.
La heredad de Montesclaros pasó del señorío de los Luna al de Los Mendoza al heredarlo Diego Hurtado de Mendoza y Luna. La situación se mantiene hasta el año 1811 en el que se suprimen, por acuerdo de las cortes de Cádiz, los señoríos jurisdiccionales.
El entorno limpio cubierto de pastos y maleza retamas brezos y chaparros configura un bucólico paraje por el que tenía debilidad el Infante Don Luis de Borbón en el último cuarto del siglo XVIII. En época de caza se trasladaba desde su palacio feudo de Arenas de San Pedro y su amigo Ventura Rodríguez se fijó en el mármol de las ya existentes canteras tomándolas como materia prima para sus proyectos.
El mármol de Montesclaros fue el elegido para realizar uno de los proyectos más importantes de Carlos tercero llevó a cabo en el Madrid del siglo XVIII para compensar el retraso urbanístico que sufría la capital de España en relación con Europa. La transformación del Prado de San Jerónimo en uno de los paseos más hermosos de Europa implicó el diseño de 9 fuentes entre las que destacan las de Cibeles y Neptuno esculpidas con mármol traído expresamente desde Montesclaros. El arquitecto Ventura Rodríguez Buenaventura Rodríguez tizón de 1717 a 1785 encargado de la parte estética de la urbanización del paseo del Prado. Iniciada en 1775 había tenido la idea de adornarlo con 9 fuentes entre las que se encontrarían las de Cibeles y Neptuno. 92 días se tardó en traer la piedra de mármol para la estatua de la Cibeles desde las canteras de Montesclaros. El 2 de junio de 1780 se inició el traslado de las 66 piezas con un peso total de 1.138 arrobas de piedra. El traslado fue realizado por un vecino de Madrid llamado Don Pedro de la Paliza por un importe de 101.616 reales de vellón. Un año más tarde en 1781 se realizó el traslado de las piedras para la fuente de Neptuno, las piezas de mármol que se precisaron tendrían un peso de 760 arrobas y su coste ascendió a 24 000 reales.
Entre los usos que se han dado al mármol de Montesclaros también tenemos la capilla de San Pedro de Alcántara en la segunda mitad del siglo XVIII y las fuentes de Cibeles y Neptuno.  El escultor Francisco Otero Besteiro entre otros ha sabido mejor que nadie darle formas bellas imágenes y majestuosas al mármol montesclareño.
La heredad de Montesclaros pasó del señorío de los Luna al de Los Mendoza al heredarlo Diego Hurtado de Mendoza y Luna. La situación se mantiene hasta el año 1811 en el que se suprimen, por acuerdo de las cortes de Cádiz, los señoríos jurisdiccionales.
Edad Contemporánea
A mediados del siglo XIX, la villa tenía contabilizada una población de 227 habitantes. Tenía 62 casas construidas en piedra tosca y barro y una escuela dotada con 750 reales a la que acudían 8 alumnos.  El presupuesto municipal ascendía a 7249 reales de los cuales 1100 eran para pagar al secretario. Aparece descrita en el decimoprimer volumen del Diccionario geográfico-estadístico-histórico de España y sus posesiones de Ultramar de Pascual Madoz de la siguiente manera:

MONTES-CLAROS: v. con ayunt. en la prov. de Toledo (15 leg.), part. jud. de Talavera de la Reina (3), dióc. de Avila (12), aud.' terr. de Madrid (21), c. g. de Castilla la Nueva. sit. en un llano pequeño mirando al S.; es de clima frio reinan los vientos N. y E.; y se padecen dolores de costado, fiebres biliosas é intermitentes: tiene 62 casas de piedra tosca y barro de pocas comodidades, en 3 calles de regular anchura, las 2 empedradas y la otra sin este adorno; 1 plaza, casa de ayunt., cárcel, escuela de niños dotada con 750 rs. de los fondos públicos, á las que asisten 8; igl. parr. dedicada á Ntra. Sra. de los Remedios, con curato de entrada y provision ordinaria con arreglo al concordato; en los afueras al S. una ermita arruinada con el titulo de San Sebastian, y al N. el cementerio. Se surte de aguas potables en una fuente con su caño y de pozos para los demas usos. Confina el term. por N. con el de Mombeltran y Arenas de San Pedro (Avila); E. Navamorcuende; S. Segurilla y Mejorada; O. Velada, á dist. de 500 pasos por este último punto estendiéndose 5/4 leg. de N. á S. 1/2 leg. de E. á O. y comprende un monte de encinas, alcornoques y mata baja, algunos prados de secano y tierra de labor: se encuentran tambien canteras de donde se saca muy buena cal; le baña el riach. Guardiervas y un arroyo llamado Bermejo de escasa corriente. El terreno es desigual, con bastantes emboscadas, por lo cual los caminos son peligrosos y le cruza el que desde Castilla la Vieja pasa á Talavera por el puerto del Pico: el correo se recibe en esta última v. por balijero dos veces á la semana; prod. trigo, centeno, cebada, garbanzos; se mantiene ganado lanar, cabrio, vacuno y de cerda y se cria caza menuda; ind. y com. 2 hornos de cal. pobl. 48 vec., 227 alm. cap. prod. 205,964 rs.; imp. 5,749 contr. segun el cálculo oficial de la prov. 74'48 por 100; presupuesto municipal 7,249 del que se pagan 1,100 al secretario por su dotacion y se cubre con 2,372 que producen los bienes de propios, que consisten en las yerbas y pastos sobrantes, una calera, una casa, la corcha de alcornoques y el fruto de bellota y el resto por repartimiento vecinal. Esta v. se ha formado de dos antiguas labranzas llamadas Higueruela y Anadinos.
(Madoz, 1848, p. 555)

Tras la guerra del 1936 se construye la carretera de acceso a base de pico y pala. De los años 1940 a 1965 se produjo la época dorada de la cal dependiendo casi todo el pueblo de este trabajo aunque con la inmigración se notó un fuerte bajón de la actividad.
De las calizas rocas de los montes de esta localidad salieron las piedras con las que están realizadas las fuentes de la Cibeles y Neptuno de Madrid.

## Demografía
Cuenta con una población de 365 habitantes (INE 2024).
| Gráfica de evolución demográfica de Montesclaros entre 1842 y 2021                                                                                                   |
| |
| Población de derecho según los censos de población del INE Población de hecho según los censos de población del INEEn estos censos se denominaba Montes-claros: 1842 |

## Administración

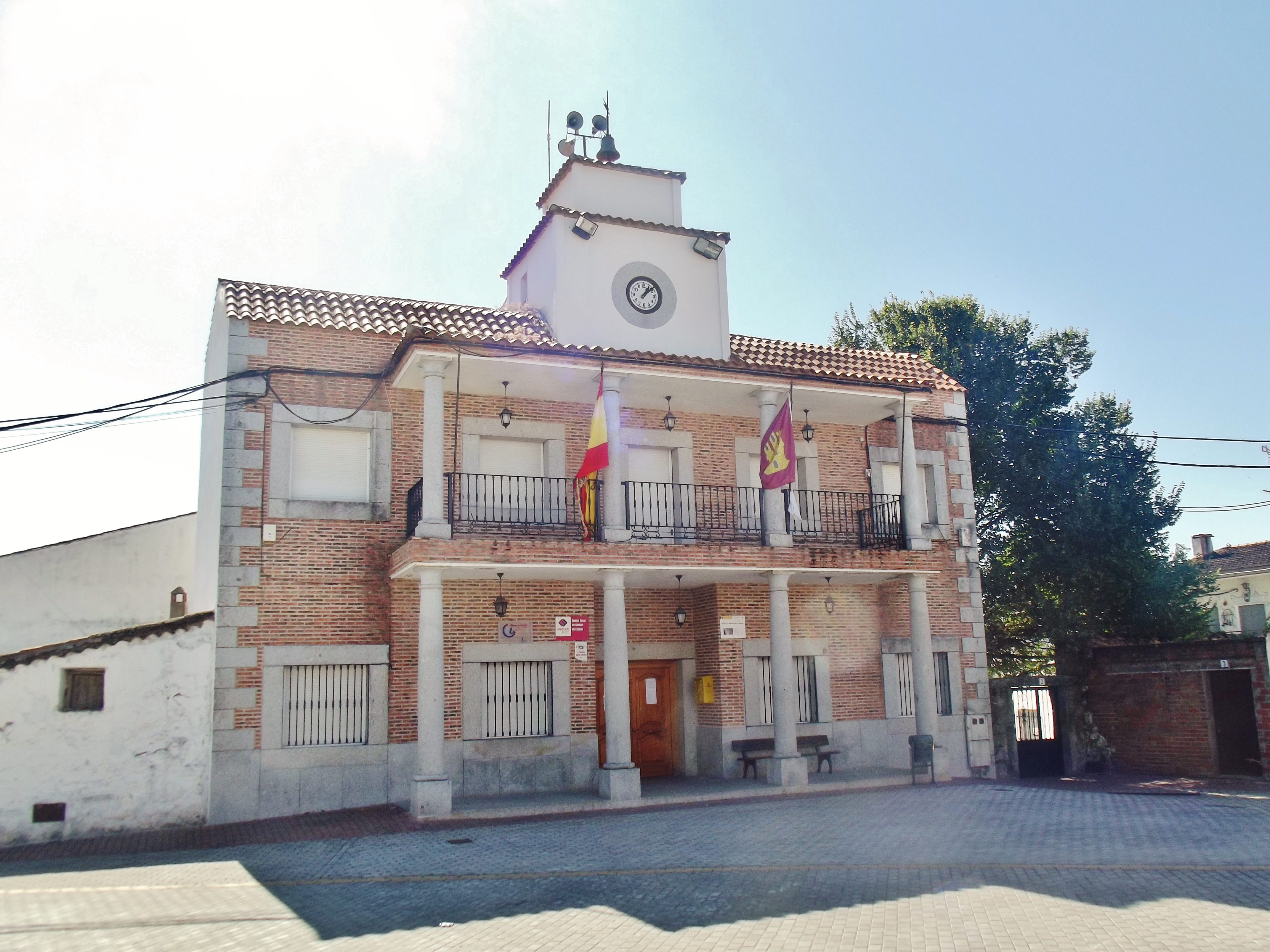
Casa consistorial de Montesclaros

| Partidos políticos en el Ayuntamiento de Montesclaros |                                                |            |
| Partido político                                      | Partido político                               | Concejales |
|                                                       | Partido Socialista Obrero Español (PSCLM/PSOE) | 4          |
|                                                       | Partido Popular (PP)                           | 2          |
|                                                       | Vox                                            | 1          |

| Periodo   | Nombre                      | Partido       |
| --------- | --------------------------- | ------------- |
| 1979-1983 | José Luis Gómez Manzano     | UCD           |
| 1983-1987 | Suceso Sierra Serrano       | PSOE          |
| 1987-1991 | Eduardo Arenas Núñez        | PP            |
| 1991-1995 | Eduardo Arenas Núñez        | PP            |
| 1995-1999 | José Joaquín Manzanas Muñoz | Independiente |
| 1999-2003 | José Joaquín Manzanas Muñoz | PSOE          |
| 2003-2007 | José Joaquín Manzanas Muñoz | PSOE          |
| 2007-2011 | José Joaquín Manzanas Muñoz | PSOE          |
| 2011-2015 | Elena Manzano Barroso       | PP            |
| 2015-2019 | José Joaquín Manzanas Muñoz | PSOE          |
| 2019-2023 | José Joaquín Manzanas Muñoz | PSOE          |
| 2023-act. | José Joaquín Manzanas Muñoz | PSOE          |

## Sistema monetario
El euro es la moneda de curso legal en todo el municipio. Desde 2013 la Ceca de Montesclaros emite monedas conmemorativas con valor facial "Monte". Algunas de estas monedas tienen un valor intrínseco debido a su composición de metal precioso. De facto, estas monedas nunca han sido utilizadas como divisa en la localidad toledana.

## Patrimonio

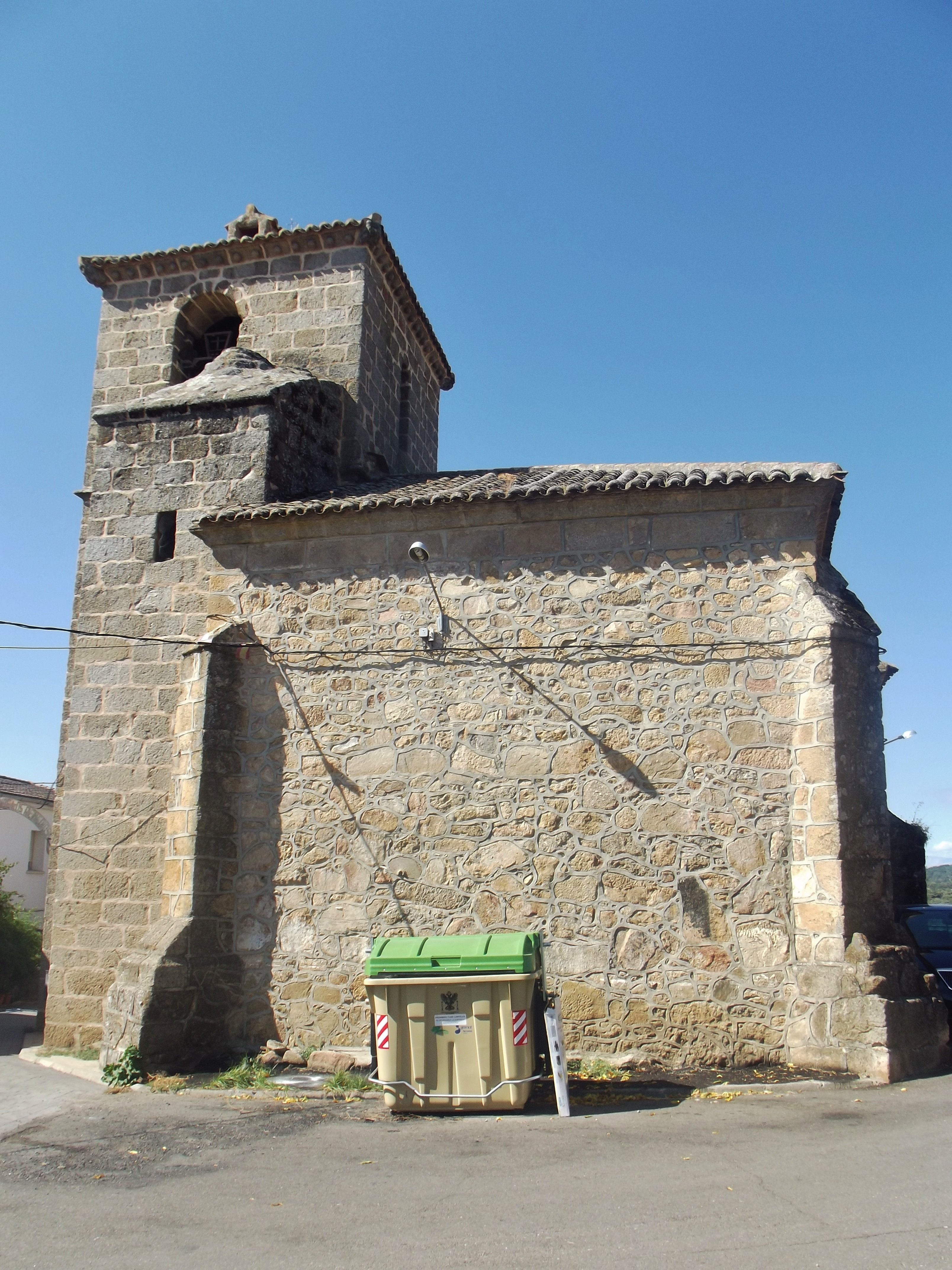
Iglesia de Montesclaros

- Rollo de Justicia: El rollo - picota fue alzado en el siglo XV en estilo gótico tardío. Se encuentra en planta poligonal sobre cinco escalones, columna cilíndrica de siete tramos y de una sola pieza, escudo labrado en piedra en la parte superior, sobre el cual hay una estructura en la que se haya instalada una farola moderna con cuatro brazos de hierro. En el fuste, en su último tambor, figuran escupidas las armas de los Mendoza.
- Iglesia parroquial de la Virgen de los Remedios.
- Ermita de San Sebastián: Construcción irregular de 7 m por el Este, 6,20 por el Sur y 8,50 m por el Oeste, ocupa una extensión de 50 m cuadrados. Sus muros son de mampostería con una portada en piedra de sillería de medio punto con impostas molduras marcadas, dovelas radiales y escudo en la clave.Junto a ella se encuentra el crucero,gótico tardío con el escudo de los señores de Montesclaros
- Pozo romano, de origen y datación incierta, se trata de un pozo construido típicamente romano, con vaso de bloques de granito y cubierta con el mismo material.
- Casa consistorial, antiguo edificio utilizado inicialmente como consistorio de la localidad y posteriormente como central telefónica. Tiene labradas en piedra las armas de los Mendoza.
- Caleros. Construcciones populares a las afueras del pueblo

## Fiestas
- 20 de enero: San Sebastián. Por la mañana misa y procesión hasta la ermita del mismo nombre,al final se subastan los banzos y se trae al santo a la iglesia parroquial. Por la tarde se reparte por el pueblo la caridad
- 5 de febrero: Santa Águeda, PATRONA de la localidad desde tiempos inmemoriales Misa y procesión, durante esta, el/la Mayordomo/Mayordoma, se encarga de ir echando en las andas de la Santa y a los asistentes tostones,  una tradición que nadie sabe de donde viene, al final se subastan los banzos y la Mayordomia para el año siguiente. La noche anterior se quema el leño, una gran hoguera con alcornoques secos, cuya leña es recolectada todos los años por los quintos respectivos, que ofrecen un ágape a los asistentes, mientras las campanas repican, los vecinos prenden sus luminarias hechas de tomillo, para purificar de los malos augurios antes de irse a ver como los quintos prenden el leño.
- Domingo de Resurrección: Vestir el Rollo. En La plaza Mayor, donde se encuentra el Rollo de Justicia, amanece llena de trenzas de centeno, de donde los quintos cuelgan cientos de cascarones vacíos que deben defender frente al resto del pueblo. Luego de encontrarse la Virgen con Jesús resucitado y seguir procesionando juntos se rompen por los presentes. Es una fiesta tradicional. Por la tarde, es tradición ir a comerse el Hornazo al campo, dulce típico de leche y agua de anís con un huevo cocido en medio (Panadería Juanito los tiene a la venta, durante toda la Semana Santa artesanales)
- 15 de agosto y varios días: fiestas de verano: Nuestra Señora de los Remedios Patrona de la PARROQUIA. Algunas personas lo confunden con Patrona de la localidad, debido a que actualmente son las fiestas con más afluencia de gente y mayor programación. Durante varias noches el Ayuntamiento contrata orquestas y demás y organiza distintas actividades recreativas para mayores y pequeños